# Inspecteur Sergil
Série Inspecteur Sergil
Sergil et le Dictateur
(1948)
Pour plus de détails, voir Fiche technique et Distribution.
Inspecteur Sergil est un film français réalisé par Jacques Daroy d'après le roman de Jacques Rey et sorti en 1947.

## Synopsis
Inspecteur Sergil est une comédie policière. Sergil, inspecteur de la P.J., enquête sur trois crimes, aidé pour cela par deux jolies femmes, Bijou et Nadège.   

## Fiche technique
- Réalisation et dialogues : Jacques Daroy
- Décors : Claude Bouxin
- Photographie : Marcel Lucien
- Musique : Bruno Coquatrix
- Son : Robert Biard
- Montage : Jeanne Rongier
- Sociétés de production :  ATA et Les Cigales
- Sociétés de distribution : Les Films Constellation
- Pays :  France
- Format : Noir et blanc - 1,37:1 - 35 mm - Son mono
- Genre :  Comédie policière
- Durée : 95 minutes
- Date de sortie : 
  - France - 14 janvier 1947

## Distribution
- Paul Meurisse : l'inspecteur Sergil
- Liliane Bert : Bijou
- André Burgère : Jacques Saugères
- Marc Valbel : Stan
- Dora Doll : Sandra Grégoriff
- Raymond Loyer : le commandant
- Henri Arius : le concierge
- Jérôme Goulven : Monnier
- René Blancard : Goujon
- Max Amyl : ?
- Louis Florencie : ?
- Fransined : ?
- Mag-Avril : ?
- Véra Maxime : Nadège

## Trilogie
Le succès du film a amené deux suites : Sergil et le Dictateur et Sergil chez les filles. Inspecteur Sergil est donc le premier d'une trilogie. Tous ces films sont inédits en VHS ou DVD.

## Commentaire
Le personnage de Sergil est un peu de la même veine que celui du commissaire Wens (Pierre Fresnay) mais ce film n'a pas l'impact de L'assassin habite au 21 d'Henri-Georges Clouzot, sorti sous l'Occupation (7 juillet 1942).